# Edmond Renoir
Pour les articles homonymes, voir Renoir.
Edmond-Victor Renoir (1849-1944) est un journaliste et critique d'art français, frère cadet du peintre Auguste Renoir.

## Biographie
Edmond est né le 12 mai 1849 à Paris au 16 rue de la Bibliothèque (ancien 4e arrondissement). Il est le septième et dernier enfant de Léonard Renoir (1799-1874) et Marguerite Merlet (1807-1896), travaillant tous les deux dans la couture et qui avaient quitté Limoges pour Paris en 1844.
Lors du déclenchement de la Guerre franco-prussienne, il s'engage en septembre 1870 dans la garde nationale sédentaire au 117e Bataillon, dans lequel, le 14 novembre 1870, il incorpore la 3e compagnie sous le matricule 351. Il est rendu à la vie civile en mars 1871.
Edmond commence sa carrière de journaliste dans La Gazette de Paris dirigée par Arsène Houssaye qui le prend comme secrétaire de rédaction. Le 28 janvier 1872 il produit un article sur l'œuvre de son frère. Il se lie d'amitié avec Théophile Gautier, Alexandre Dumas fils, Émile Bergerat. Il rejoint ensuite La Presse d'Émile de Girardin pour lequel il organise depuis la gare Saint-Lazare, un reportage à sensation sur l'une des premières connexions téléphoniques longue-distance avec la ville de Mantes.
En avril 1879, l'éditeur Georges Charpentier fonde la revue littéraire et artistique La Vie moderne. Soutenu par Marguerite Charpentier, admiratrice des œuvres d'Auguste, et par Bergerat, Edmond est responsable des pages artistiques et dirige la galerie attenante, située passage des Princes où il monte plusieurs expositions centrées sur les peintres impressionnistes, dont son frère Auguste. La galerie ferme ses portes trois ans plus tard et Charpentier revend la revue en 1883.
En mai 1885, il rejoint l'Association des journalistes parisiens fondée par Alfred Mézières qui aidera le fils d'Edmond à obtenir une bourse d'études.
Il poursuit sa carrière journalistique au XIXe Siècle dirigé par Edmond About, puis à La Paix où il signe sous le pseudonyme d'« Eclectic », au Journal de la jeunesse, à L'Illustration, La Liberté, Le Petit Journal, Les Nouvelles illustrées, et dans le supplément littéraire du Figaro, etc., sans se mêler de politique.
Amateur de pêche, il publie en 1887, La Pêche mise à la portée de tous. En 1903-1904, il dirige L'Écho scolaire, journal pour la jeunesse publié par Hachette. En 1911, il publie un album sur les châteaux de la Loire.
Sous l'Occupation, il fait la une de Paris-Soir et du Matin (le 4 janvier 1943) comme doyen des journalistes français et reçoit la Légion d'honneur en décembre 1943 sous le patronage du patron de presse Henri de Weindel.
Il meurt à son domicile au 78 boulevard de Port-Royal (5e) le 19 mars 1944, âgé de 94 ans, laissant un manuscrit inachevé sur la vie de son frère Auguste Renoir. Il est inhumé au cimetière des Gonards à Versailles.

## Famille

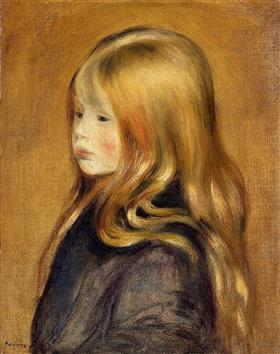
Portrait Edmond Renoir junior par Auguste Renoir en 1888.

Il épousa Charlotte, dont il eut un fils, Edmond Pierre Auguste Renoir junior (9 mars 1884-13 avril 1981), qui se maria avec Hélène, la fille du critique d'art Georges Rivière.

## Écrits
- La Pêche mise à la portée de tous. Engins, matériel, le pêcheur, la pêche, le poisson, petites et grandes pêches, Paris, La Librairie illustrée, 1887.
- Les châteaux de la Loire, Guides Michelin, 1911.
- avec Henri Ryvez, La Pêche de la truite au Devon, Paris, Halieutiques, 1927.
- Pierre-Auguste Renoir, mon frère [in: La Vie moderne, 1879], texte établi et présenté par Marc Le Cœur, Paris, L'Échoppe, 2009.

## Iconographie
Auguste Renoir a représenté plusieurs fois son petit-frère dans des œuvres, dont :
- La Promenade, huile sur toile de 1870 (Getty Museum, Los Angeles)
- La Loge, huile sur toile de 1874 (Institut Courtauld, Londres)
- La Balançoire, huile sur toile de 1876, (musée d'Orsay, Paris)[2]